# Inger Lous
Inger Lous (1912– januar 2004) var en dansk tandlæge.
Inger Lous tog tandlægeeksamen i 1936 og praktiserede efter assistenttiden i København. Efter at have været ansat på Rigshospitalets tandklinik og senere som tandlæge ved Samfundet og Hjemmet for Vanføre blev Inger Lous ansat ved Københavns Tandlægehøjskoles Afdeling for Bidfunktionslære, hvor hun de sidste mange år var lektor i fagområdet.
Lous havde et holistisk syn på patienten, og fysiurgiske aspekter og deres betydning for behandlingen af bidfunktionspatienten optog hende især. Hun betonede, hvor vigtig tandstillingen, kæbeleddenes funktion og sammenbiddet først og fremmest er for cervicalcolumna, men også for hele kroppens statik.
Efter sin pensionering fra Tandlægehøjskolen fortsatte hun med at arbejde og forelæse over sit speciale. Hun var med til at forme og videreudvikle bidfunktionsspecialet og hun bevarede sin faglige interesse gennem hele livet.
I 1985 var hun en af modtagerne af Tagea Brandts Rejselegat.